# Max Huguenin
Max Huguenin (* 26. März 1871 in Grünheide in Ostpreußen; † 9. September 1940 in Lehrte) war ein deutscher Maurer, Zimmermann und Architekt sowie Stadtbaumeister der Stadt Lehrte.

## Leben

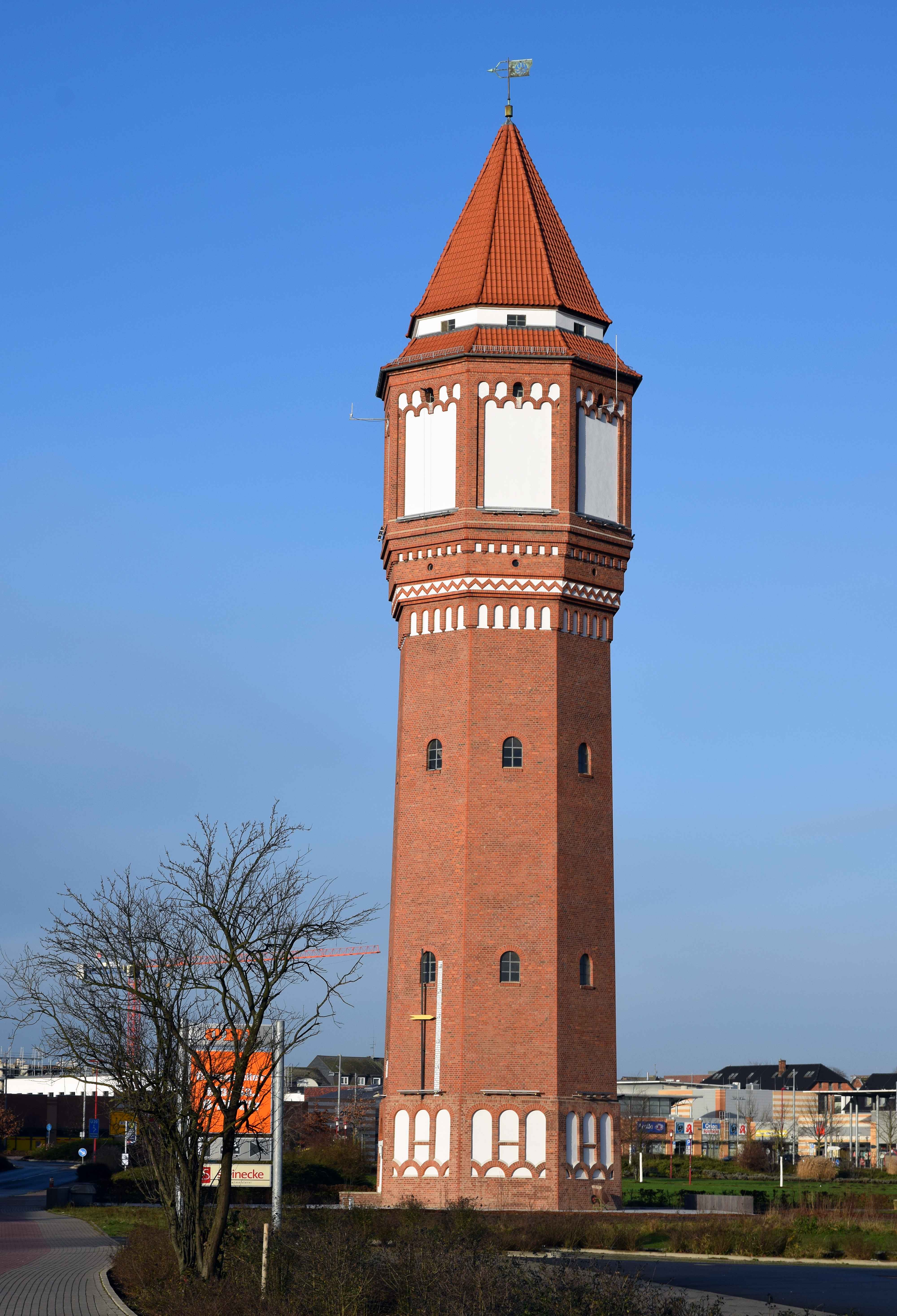
Der 1912 errichtete Wasserturm in Lehrte ist denkmalgeschützt

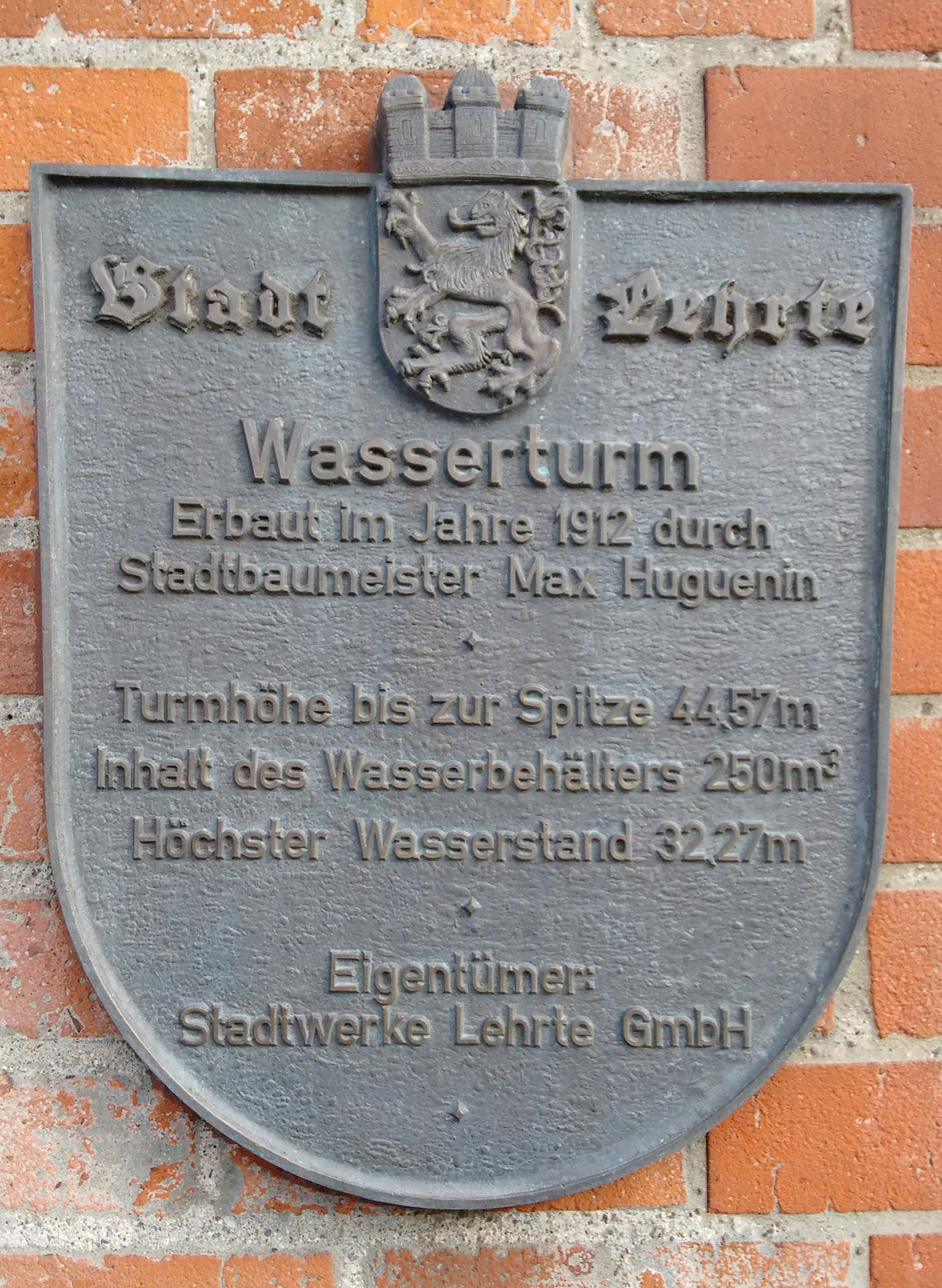
Infotafel der Stadtwerke Lehrte

Zu den Wirkungsorten des Handwerkers und Architekten gehörte neben Stuttgart, Berlin und Hannover vor allem die Stadt Lehrte, in der er in den Jahren von 1900 bis hinein in die Weimarer Republik im Jahr 1929 als Stadtbaumeister wirkte.
Von seinem Wohnsitz in Lehrte aus hatte Max Huguenin schon im Jahr 1902 ein Patent angemeldet für eine „Aufhängevorrichtung für Bilder, Tafeln, Regale und dergleichen“.
Nach dem Ersten Weltkrieg beantragte Huguenin am 5. Mai 1919, seinerzeit unter der Adresse Weserstraße 1 oder Westerstraße 1 in Lehrte, ein Patent oder einen Musterschutz für eine „[...] Gebäudeaussenwand mit durchgehendem Hohlraum“.
Mitten im Zweiten Weltkrieg schied Max Huguenin am 9. September 1940 durch Freitod aus dem Leben.

## Bekannte Werke (Auswahl)
- 1901–1902: Städtische Mittelschule in Lehrte[5]
- 1912: Wasserturm der ehemaligen Zuckerfabrik (spätere Hannover Zucker AG) in Lehrte, Germaniastraße 22 (unter Denkmalschutz)[6]